# Gustav Valsvik
Gustav Valsvik (ur. 26 maja 1993 w Vik) – norweski piłkarz grający na pozycji obrońcy w Eintrachcie Brunszwik.

## Kariera klubowa
Treningi piłkarskie rozpoczął w Vik IL. W czerwcu 2009 podpisał trzyletni kontrakt z Sogndal Fotball. Zadebiutował w tym klubie 1 maja 2010 w wygranym 5:0 meczu z Tromsdalen UIL. W lipcu 2014 podpisał trzyletni kontrakt ze Strømsgodset IF. W lipcu 2016 podpisał czteroletni kontrakt z Eintrachtem Brunszwik. Zadebiutował w tym klubie 7 sierpnia 2016 w wygranym 2:1 meczu z Würzburger Kickers.

## Kariera reprezentacyjna
Młodzieżowy reprezentant Norwegii w kadrach od U-16 do U-23. W dorosłej reprezentacji zadebiutował 26 marca 2017 w przegranym 0:2 meczu z Irlandią Północną.

## Życie osobiste
Ma trzech braci: Mariusa, Aleksandra i Kristoffera.